# Gmina Iwonicz-Zdrój
Die Gmina Iwonicz-Zdrój ist eine Stadt-und-Land-Gemeinde im Powiat Krośnieński der Woiwodschaft Karpatenvorland in Polen. Ihr Sitz ist die gleichnamige Kurstadt mit etwa 1800 Einwohnern (2017).

## Geographie
Die Gemeinde liegt im Südosten Polens, etwa zehn Kilometer nördlich der Staatsgrenze Polens zur Slowakei in den Niederen Beskiden.

## Geschichte
Der Kurort Iwonicz-Zdrój erhielt im Jahr 1973 das Stadtrecht. Von 1975 bis 1998 gehörte die Gemeinde zur Woiwodschaft Krosno.

## Gliederung
Die Stadt-und-Land-Gemeinde Iwonicz-Zdrój hat eine Fläche von 45,5 km², auf der etwa 11.000 Menschen leben. Außer der namensgebenden Kurstadt gehören die Dörfer Iwonicz, Lubatowa und Lubatówka zur Gemeinde.